# Faro Martín García
El Faro Martín García era un faro habitado de la Armada Argentina que se encontraba en la ubicación 34°11′22″S 58°15′12″O / -34.18944, -58.25333 en la parte sur de la isla Martín García ubicada ésta en el río de La Plata, y que se trata de un exclave argentino rodeado de aguas uruguayas. Pertenece al Partido de La Plata en la provincia de Buenos Aires.
La construcción del faro se inició un 7 de enero de 1897, culminándose el día 16 de julio del mismo año y librándose al servicio el día 26 de julio de 1897. El antiguo faro consistía en una torre construida en piedra y ladrillos, de forma cilíndrica a la que se anexó la casa habitación. Toda estructura estaba pintada de blanco. Mientras que la garita era de hierro, de forma de prisma recto regular, de sección octogonal con las caras con cristales. Terminada por un casquete de hierro esférico por la parte superior en cuya cima había una esfera y un pararrayos. La casa habitación de mampostería consistía de dos  plantas con la torre anexa y un techo con azotea. El faro se asentaba en terrenos fiscales que tenían una extensión de 2500 m².
El funcionamiento del faro fue interrumpido en febrero de 1938 con motivo del emplazamiento de un semáforo ubicado en la isla, el cual continúa funcionando en la actualidad para la marcación de los navegantes y como indicador de altura de marea.
El edificio del faro fue declarado monumento histórico nacional por Decreto 1741/2011 publicado en el Boletín Oficial.